# Liesel Jakobi
Elisabeth "Liesel" Luxenburger, nata Jakobi (Saarbrücken, 28 febbraio 1939), è un'ex lunghista tedesca.

## Palmarès

### Europei
- 1 medaglia:
  - 1 oro (Stoccolma 1958 nel salto in lungo)